# Uroboros (Band)
Uroboros war eine kurzlebige Visual-Kei-Band, die 2015 gegründet wurde und im Folgejahr eingestellt wurde.

## Geschichte
Gegründet wurde Uroboros im Jahr 2015. Die Besetzung bestand aus dem Komponisten Keisuke Kurose, der zuvor in der 2005 von ihm gegründeten Metal-Band Asriel bis zu dessen Auflösung im Jahr 2014 spielte, der Sängerin Aya Kamiki, dem Gitarristen Ohmura Takayoshi, der heute in der Begleitband für Babymetal spielt, Bassist Taizo Nakamura und dem Schlagzeuger Hiroshi Sasabuchi, der zuvor bei Plastic Tree spielte.
Die Gruppe spielte 2015 das Lied Black Swallowtail ein, welches im Vorspann der Anime-Fernsehserie Rokka no Yūsha zu hören ist. Die Single wurde am 9. September 2015 zeitgleich mit dem ersten Mini-Album Another Ark über Pony Canyon veröffentlicht. Am 20. April des Folgejahres erschien mit Zodiac das zweite Mini-Album.

## Diskografie
- 2015: Black Swallowtail (Single, Pony Canyon)
- 2015: Another Ark (Mini-Album, Pony Canyon)
- 2016: Zodiac (Mini-Album, Pony Canyon)